# Зонгулдак (аеропорт)
Аеропорт Зонгулдак (IATA: ONQ, ICAO: LTAS) — аеропорт поблизу міст Зонгулдак та Салтукова, на заході Чорноморського регіону, Туреччина.

## Авіалінії та напрямки, серпень 2023
| Авіакомпанія      | Пункт призначення                 |
| ----------------- | --------------------------------- |
| Corendon Airlines | Сезонний: Кельн/Бонн, Дюссельдорф |
| SunExpress        | Сезонні: Дортмунд, Дюссельдорф    |
| Turkish Airlines  | Стамбул                           |

## Статистика
Див. джерело запитів Вікіданих та джерела.